# モリソン (駆逐艦)
モリソン (USS Morrison, DD-560) は、アメリカ海軍の駆逐艦。フレッチャー級駆逐艦の1隻。艦名は南北戦争にて名誉勲章を授与された操舵員ジョン・G・モリソン（1838年 - 1897年）に因む。

## 艦歴
「モリソン」は1942年6月30日にワシントン州シアトルのシアトル・タコマ造船所で起工された。1943年7月4日にジョン・モリソンの娘であるマーガレット・M・モリソン嬢によって命名・進水し、1943年12月18日にウォルター・プライス指揮下にて就役した。
カリフォルニア州サンディエゴでシェイクダウンした後、真珠湾およびマーシャル諸島を経由して南太平洋に向かった。 4月中旬には第50.17任務群に加わり、アドミラルティ諸島マヌス島のゼーアドラー湾沖にて哨戒任務に就いた。 

### 太平洋中部
「モリソン」は5月9日、マリアナ諸島への大規模な上陸作戦の訓練のため真珠湾に戻った。5月31日に真珠湾を出港、マーシャル諸島を経由して6月13日にサイパンの東に到着した。「モリソン」は正確な砲撃で15日のサイパンへの最初の上陸を支援し、その後は緊密な火力支援を行った。6月17日には接近する40機の敵機を迎撃し、それらのうちの3機を撃墜した。8月2日、航行攻撃支援のため第58.4任務群に加わり9月9日の朝にミンダナオ沖に到着した。その後9月までパラオのペリリュー島、マニラのルソン島およびフィリピンのサマール島への空爆にて空母を護衛した。10月2日、第38.3任務群とともに琉球諸島への空爆において哨戒任務を行うため出航した。12日から5日間の攻撃の間、台湾沖とルソン島北部の哨戒および航空機の援護を続け、10月16日にはヒューストンとキャンベラがウルシー環礁へ後退するのを支援した。

### フィリピン
10月23日から26日までのレイテ沖海戦中、「モリソン」はルソン島沖で行動した。10月24日、日本軍の爆弾で大きな被害を受けた空母「プリンストン」の救援に駆けつけ、1時間半で約400人の生存者を救出した。「モリソン」は続けて消火活動を支援するために「プリンストン」に沿って停船していたが、「プリンストン」の船体が激しく横揺れした際に接触し、「モリソン」は左舷前方に大きな損傷を負った。その後、軽巡洋艦「バーミングハム」が「モリソン」に代わり救援を行ったが、「プリンストン」の爆発に巻き込まれ損傷を負った。「プリンストン」は甚大な損傷により魚雷で撃沈処分となった。「モリソン」は10月27日に「プリンストン」の生存者をウルシー環礁で降ろし、「バーミングハム」、駆逐艦「アーウィン」とともに真珠湾を経由して11月17日にカリフォルニア州サンフランシスコに到着し、メア・アイランド海軍工廠にて修理を行った。1945年2月15日、「モリソン」は真珠湾に入港し太平洋に戻った。

### 沖縄戦
ハワイ諸島での海岸砲撃訓練の後、「モリソン」は3月3日にウルシー環礁に向かい第54任務部隊に加わり、25日に沖縄の南岸に到着した。3月31日早朝、駆逐艦「ストックトン」が潜水艦「伊08」を捕捉し、「モリソン」とともに撃沈した。「モリソン」は奄美大島沿岸にて海岸への砲撃、夜間照明、哨戒任務を継続した。4月11日の夜、浜辺に沿って北へ向かう日本の上陸用舟艇を照明弾にて照らし、撃沈を支援した。
4月30日、「モリソン」は哨戒線で最も重要な海域に配備された。3日間は悪天候により空襲は無かったが、5月4日の夜明けは晴れており、不吉だった。7時15分、哨戒機が約25機の日本の航空機を発見し、迎撃を命じられた。
「モリソン」への最初の攻撃は零式艦上戦闘機による特攻であった。攻撃機は激しい対空砲火を突破して爆弾を投下するが右舷へ外れ損害はなく、更に九九式艦上爆撃機と別の零式艦上戦闘機が特攻を試みたが失敗した。しかし8時25分頃に零戦が激しい対空砲火をすり抜けて煙突と艦橋に突入した。その衝撃は多数の死傷者を出し、ほとんどの電気設備が機能を喪失した。続けて旧式のツインフロート複葉機が航路に添い着水、滑走しつつ離水し「モリソン」の砲塔へ突入、弾薬庫に誘爆し「モリソン」は右舷に大きく傾斜した。
船体を放棄する命令を伝えるために必要な通信設備はほとんど残っていなかった。2回の爆発がほぼ同時に発生し、船首が空中に浮き上がり、8時40分までに「モリソン」は水面下に沈んだ。船は急速に沈んだため爆発で海上に投げ出された71人の乗員以外、甲板下にいたほとんどの船員が行方不明となり、合計で152名が亡くなった。
1957年7月、「モリソン」の沈没した船体は、沖縄海域で沈没した約26隻の船とともに沖縄へ寄贈された。

## 受章
「モリソン」は第二次世界大戦中の功績により8個の従軍星章を受章した。